# Liste der Baudenkmale in Maraekakaho
Die Liste der Baudenkmale in Maraekakaho umfasst alle vom New Zealand Historic Places Trust (NZHPT) als „Historic Place“ oder „Historic Area“ eingestuften Baudenkmale und Flächendenkmale der neuseeländischen Ortschaft Maraekakaho. Die Angaben stammen aus dem Register des NZHPT. Die Bezeichnungen der Baudenkmale orientieren sich an diesem Register. In die Liste werden auch bekannte Wahi Tapu (Area), kulturell und religiös bedeutsame Stätten und Gebiete der Māori, aufgenommen. Sie werden jedoch meist nicht publiziert.

| Bild | Bezeichnung                                 | Ort         | Anschrift                   | Beschreibung                   | Bauzeit    | Eintrag           | Nummer | Kat. |
| ---- | ------------------------------------------- | ----------- | --------------------------- | ------------------------------ | ---------- | ----------------- | ------ | ---- |
| BW   | The Cottage                                 | Maraekakaho | Tait Road Karte             | Wohnhaus einer Farm            | 1869 (ca.) | 14. Dezember 1985 | 7298   | 1    |
| BW   | Maraekakaho Station Woolshed                | Maraekakaho | 3513 State Highway 50 Karte | Schafschur-Schuppen einer Farm | 1883       | 28. Juni 1990     | 1026   | 1    |
| BW   | Maraekakaho Station Concrete Cottage        | Maraekakaho | 3513 State Highway 50 Karte | Wohnhaus                       | n.a.       | 27. November 1986 | 1025   | 2    |
| BW   | Maraekakaho Station Privy                   | Maraekakaho | 3513 State Highway 50 Karte | Plumpsklo                      | n.a.       | 27. November 1986 | 4807   | 2    |
| BW   | Maraekakaho Station Stables and Coach House | Maraekakaho | 3513 State Highway 50 Karte | Stall und Wagenhalle           | 1889       | 27. November 1986 | 4808   | 2    |
| BW   | Maraekakaho Station Killing Shed            | Maraekakaho | 3513 State Highway 50 Karte | Schlachtschuppen               | 1910       | 27. November 1986 | 4809   | 2    |
| BW   | Maraekakaho Station Dairy                   | Maraekakaho | 3513 State Highway 50 Karte | Molkereischuppen einer Farm    | n.a.       | 27. November 1986 | 4810   | 2    |
| BW   | Maraekakaho Station Dog Kennel              | Maraekakaho | 3513 State Highway 50 Karte | Hundezwinger                   | n.a.       | 27. November 1986 | 4870   | 2    |
| BW   | Maraekakaho Station Shearers Quarters       | Maraekakaho | 3513 State Highway 50 Karte | Schafschererunterkunft         | n.a.       | 27. November 1986 | 4871   | 2    |